# Ladislav Tvarůžek
Ladislav Tvarůžek (11. květen 1879 Budišov – 27. března 1953 Praha) byl český novinář a historik.

## Biografie

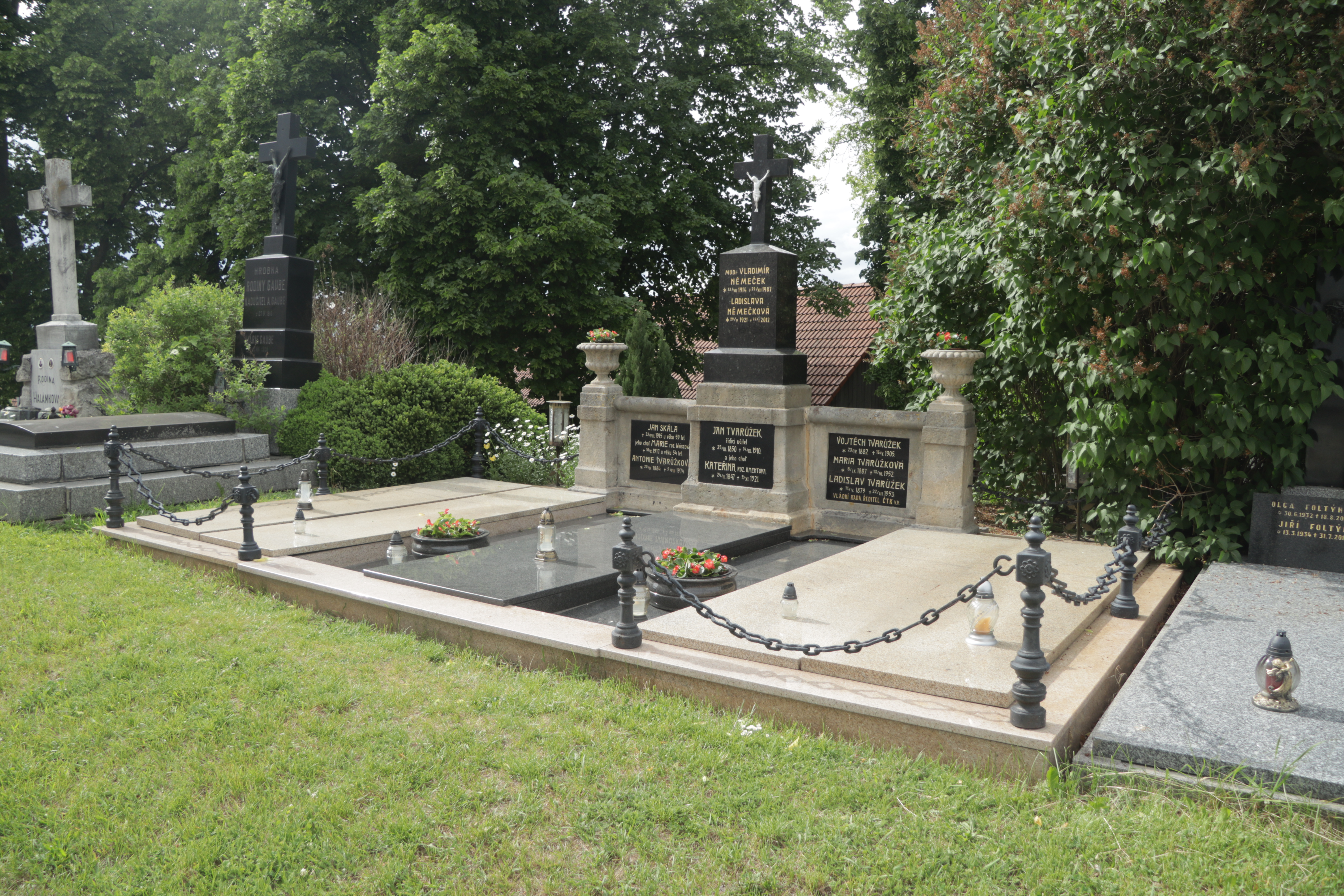
Hrob rodiny Tvarůžkovy v Budišově.

Ladislav Tvarůžek se narodil v roce 1879 v Budišově, jeho rodiči byli místní učitelé. V roce 1892 nastoupil Ladislav Tvarůžek na gymnázium v Třebíči, v roce 1892 však přešel na gymnázium v Pelhřimově a v roce 1906 nastoupil na místo parlamentního zpravodaje ve Vídni pro deník Venkov, z parlamentu informoval také čtenáře Lidového deníku, Večera, Selských listů nebo Moravského venkova. V roce 1907 začal psát pro Vídeňský deník, v roce 1908 působil jako parlamentní zpravodaj deníku Den. V době první světové války byl válečným zpravodajem pro deník Venkov, po skončení války působil jako parlamentní zpravodaj, ale již v Praze. V roce 1927 nastoupil do funkce vrchního odborného rady na tiskovém odboru předsednictva ministerské rady a v roce 1930 se stal vládním radou a ředitelem ČTK. Na této pozici působil do roku 1939, kdy odešel do důchodu.
Posléze se však věnoval psaní do Agrárního archivu, Časopis pro dějiny venkova a dalších článků. Druhou světovou válku prožil v Praze a Budišově, kde žila jeho sestra a jeho dcera, po válce se vrátil zpět do Prahy, kde v roce 1953 zemřel. Pohřben byl v Budišově do rodinného hrobu.